# 哈爾湖 (魏爾海姆-雄高縣)
47°48′38″N 11°13′18″E / 47.81056°N 11.22167°E

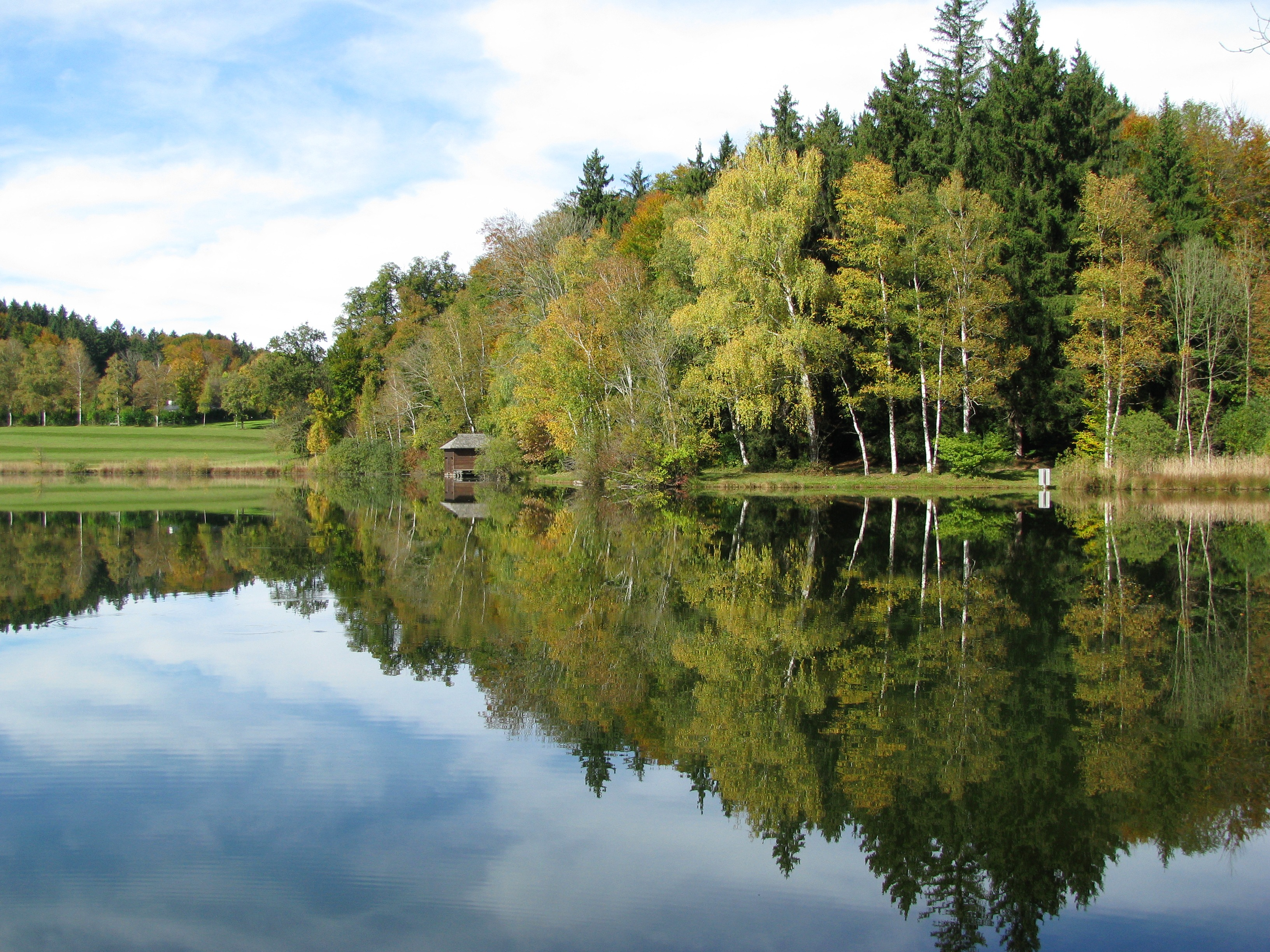

哈爾湖（德語：Haarsee），是德國的湖泊，位於該國東南部，由巴伐利亞州負責管轄，處於魏爾海姆-雄高縣，面積0.06平方公里，海拔高度643米，最大水深8.8米。